# Eferocitosis
En biología celular, eferocitosis (del latín efferre, 'para llevar a la tumba', 'enterrar') es el proceso por el cual células moribundas/muertas (por ejemplo apoptótica o necrótica) son eliminadas por células fagocíticas. Puede considerarse como la "eliminación de células muertas".
Durante la eferocitosis, la membrana celular de las células fagocíticas envuelve la célula apoptótica, formando una gran vesícula llena de líquido que contiene la célula muerta. Esta vesícula ingerida se llama eferosoma (en analogía con el término fagosoma). Este proceso es similar a la macropinocitosis. 
Para la apoptosis, el efecto de la eferocitosis es que las células muertas se eliminan antes de que se rompa la integridad de su membrana y su contenido se filtre hacia el tejido circundante. Esto evita la exposición del tejido a enzimas tóxicas, oxidantes y otros componentes intracelulares tales como proteasas y caspasas.
La eferocitosis es realizada no solo por células fagocíticas "profesionales" como los macrófagos o células dendríticas, sino también con muchos otros tipos de células, incluidas las células epiteliales y los fibroblastos. Para distinguirlos de las células vivas, las células apoptóticas transportan señales específicas para la fagocitosis, como la presencia de fosfatidil serina (resultante de la flipasa de fosfolípidos) o calreticulina en la capa externa de la membrana celular.
La eferocitosis desencadena vías de transducción de señales intracelulares descendentes específicas, por ejemplo, que resultan en efectos antiinflamatorios, antiproteasas y que promueven el crecimiento. Por el contrario, la eferocitosis alterada se ha relacionado con enfermedades autoinmunes y daño tisular. La eferocitosis da como resultado la producción por parte de la célula ingestora de mediadores, como el factor de crecimiento endotelial vascular y factor de crecimiento de hepatocitos, que se cree que promueven el reemplazo de las células muertas.
La eferocitosis defectuosa se ha demostrado en enfermedades como fibrosis quística y bronquiectasia, enfermedad pulmonar obstructiva crónica, asma y fibrosis pulmonar idiopática, artritis reumatoide, lupus eritematoso sistémico, glomerulonefritis y aterosclerosis.
Los mediadores especializados para la resolución de problemas son metabolitos derivados de células de ciertos ácidos grasos poliinsaturados, a saber: ácido araquidónico que se metaboliza a las lipoxinas; ácido eicosapentaenoico que se metaboliza a la Resolvina E; ácido docosahexaenoico que se metaboliza a la Resolvin E, maresinas y neuroprotectinas; y el ácido docosapentaenoico n-3 que se metaboliza a las resolvinas derivadas del ácido docosapentaenoico n-3 y las neuroprotectinas derivadas del ácido docosapentaenoico n-3. Estos mediadores poseen una amplia gama de actividades superpuestas que actúan para resolver la inflamación; una de las actividades importantes que poseen muchos de estos mediadores es la estimulación de la eferocitosis en tejidos inflamados. Se propone que la falta de formación de cantidades suficientes de estos mediadores es una causa de respuestas inflamatorias crónicas y patológicas.